# Isla Miscou
La Isla Miscou (en francés: Île Miscou; en inglés: Miscou Island) es una isla canadiense en el golfo de San Lorenzo en la punta noreste del condado de Gloucester, en la provincia de Nuevo Brunswick.
Está separada de la vecina isla de Lamèque al suroeste por el canal Miscou y ambas islas forman el puerto Miscou. La isla Lamèque y la Miscou están separadas de la bahía Chaleur desde el golfo de San Lorenzo.
El canal Miscou tiene un puente llamado Miscou entre la comunidad de Little Shippegan en Lamèque y la comunidad de Puerto Miscou en la isla Miscou. El puente de 2000 m se inauguró en 1996, en sustitución de un ferry.
Miscou tiene una población de aproximadamente 650 residentes a tiempo completo. La isla es habitada por personas que en su mayoría son de origen acadiano y hablan francés, pero muchos son bilingües. También existe una población minoritaria de habla inglesa.